# Skeppsholmsbron
Skeppsholmsbron (en français : pont de Skeppsholm) est un pont routier situé à Stockholm en Suède. 

## Situation
Le pont relie la péninsule de Blasieholmen au quartier de Norrmalm et a l'île de Skeppsholmen.

## Histoire
Le premier pont sur le site a été construit en 1638-1640 et a été financé par l'Amirauté.
Ce pont était en bois, reposait sur des pilotis et était équipé d'un pont-levis. 
En 1765, Skeppsholmsbron fut équipé d'un nouveau pont-levis.
En 1789, le pont-levis fut supprimé et remplacé par un pont basculant. 
Des frais d'éclusage ont été introduits, qui ont été versés aux caisses de l'escadron de galères et ont été utilisés pour les réparations du pont.
Cet ancien pont, également appelé Holmbron, a été détruit dans un incendie en 1822.
Après l'incendie, un pont flottant temporaire a été utilisé. La structure provisoire resta en place jusqu'en 1861, date à laquelle elle fut remplacée par la structure actuelle, financée par l'État. 
Le pont actuel est une structure en acier à cinq travées d'une longueur totale de 165 mètres, sa largeur est d'environ 9,5 (chaussée de 5,5 mètres et deux voies piétonnes de 2 mètres chacune). 
Ce pont a été fabriqué par Motala Verkstad et après seulement 15 ans, il a montré quelques déplacements qui l'ont tordu. 
Il a été redressé et complété par des croisillons diagonaux qui manquaient. D’autres travaux de renforcement ont été réalisés au début des années 1950 et 1980. Le croisement de véhicules sur le pont n'est pas possible et la circulation est réglementée par des feux de circulation. 
La balustrade du pont est ornée de couronnes dorées.
Le gouvernement a décidé en 1935 que Skeppsholmsbron, ainsi que d'autres constructions de Blasieholmen et de Kastellholmen, seraient classés comme monument byggnadsminne. 
Cela signifiait que le pont ne pouvait pas être déplacé, démoli ou reconstruit dans sa forme originale.
Cette décision a été remise en question et modifiée dans les années 1990.
En 1997, l'administration des biens immobiliers de l'État suédois écrivait : « La structure en fer forgé est fortement corrodée et plusieurs experts indépendants mandatés par le Conseil national suédois de la propriété ont conclu qu’elle ne pouvait être sauvée. Même si seule la circulation piétonne était autorisée sur le pont à l’avenir, il faudrait le démonter en ses plus petits éléments, puis le remonter, et remplacer plus de la moitié de la structure en acier. 
Cela impliquerait une tâche extrêmement longue et difficilement rentable. » 
Un nouveau pont a été conçu pour remplacer l’ancien. Cependant, de grandes protestations contre la démolition ont conduit à un changement de décision et à la restauration du pont.